# Katsiaryna Halkina
Katsiaryna Halkina (russe : Екатерина Галкина, biélorusse : Кацярына Галкіна) est une gymnaste rythmique biélorusse, née le 25 février 1997 à Minsk.

## Palmarès

### Championnats du monde
- Izmir 2014
  -  médaille d'argent au concours général par équipe.

- Stuttgart 2015
  -  médaille d'argent au concours général par équipe.

- Pesaro 2017
  -  médaille d'argent aux massues.

- Sofia 2018
  -  médaille d'argent aux massues.

- Bakou 2019
  -  médaille de bronze au concours général par équipe.

### Championnats d'Europe
- Vienne 2013
  -  médaille de bronze au concours général par équipe.

- Minsk 2015
  -  médaille d'argent au concours général par équipe.
  -  médaille de bronze au cerceau.
  -  médaille de bronze aux massues.

- Budapest 2017
  -  médaille d'argent au concours général par équipe.

- Guadalajara 2018
  -  médaille de bronze au concours général individuel.

- Bakou 2019
  -  médaille d'argent au concours général par équipe.
  -  médaille d'argent au cerceau.

### Jeux mondiaux
- Jeux mondiaux de 2017
  -  médaille de bronze au ballon.
  -  médaille de bronze au ruban.

### Jeux européens
- Jeux européens de 2019
  -  médaille d'argent au cerceau.
  -  médaille de bronze au concours général individuel.